# Burmannia malasica
Burmannia malasica ist eine Pflanzenart aus der Familie der Burmanniaceae. Sie ist nur von einem Einzelfund im Südwesten der südostasiatischen Insel Kalimantan bekannt.

## Beschreibung
Burmannia malasica ist eine einjährige, blattgrünlose, durchgehend weißliche, verdickt fadenförmig, sukkulent wachsende krautige Pflanze, die eine Wuchshöhe von zur Blütezeit 5 bis 8 Zentimeter erreicht. Sie ist mykotroph. Ein Rhizom ist nicht vorhanden, die Wurzeln sind faserig und kurz. Die Blätter sind 1,9 bis 2,5 Millimeter lang und 0,7 Millimeter breit, sie fehlen am Ansatz und kommen nur vereinzelt am Stängel vor, dort sind sie linealisch-dreieckig, schuppenartig, spitz zulaufend, eng anliegend und gekielt.
Der Blütenstand besteht aus einer einzelnen Blüte. Die ungestielten Blüten sind 4,4 bis 6 Millimeter lang und weißlich. Die Blütenröhre ist stets kürzer als der Fruchtknoten und 1,4 bis 1,9 Millimeter lang und 1,1 bis 1,3 Millimeter breit, die rund 4,5 Millimeter langen und 1,5 Millimeter breiten Flügel sind halbiert kreisförmig und verlaufen von der Mitte der äußeren Blütenlappen bis unterhalb des Ansatzes des Fruchtknotens. Die äußeren Blütenlappen sind eiförmig, aufrecht, mit verdickten, fleischigen Rändern und 1,2 bis 1,5 Millimeter lang, die inneren dreieckig, aufrecht, spitz zulaufend und 0,4 Millimeter lang. Die drei Staubfäden sind ungestielt und setzen im Blütenhüllschlund an, unterhalb der inneren Blütenlappen. Das Konnektiv weist zwei kurze, seitliche Arme auf, die die Thecae tragen, ein Sporn fehlt. Der Griffel ist fadenförmig, an seinem Ende stehen die drei ungestielten Narben, die so lang sind wie die Kronröhre.
Die Fruchtknoten sind rund und 2,8 bis 3,5 Millimeter lang. Die runde, 3 bis 3,8 Millimeter lange Kapsel öffnet sich entlang von unregelmäßigen Querschlitzen. Die Samen sind zahlreich und elliptisch.

## Verbreitung
Burmannia malasica ist nur vom Südwesten von Kalimantan bekannt, zwischen Soemo Sibak und Benangin in einer Höhenlage von 200 Meter aus sehr alten Sekundärwald aus Zweiflügelfruchtbäumen. Weitere Fundstellen gibt es in Thailand.

## Systematik
Die Art wurde 1938 von Fredrik Pieter Jonker erstbeschrieben.